# Badr Abdel Aziz
Badr Abdel Aziz (* 16. Mai 1980 in Stockholm) ist ein ehemaliger schwedischer Squashspieler.

## Karriere
Badr Abdel Aziz begann seine professionelle Karriere im Jahr 2001 und gewann drei Turniere auf der PSA World Tour. Seine höchste Platzierung in der Weltrangliste erreichte er mit Rang 66 im September 2006. Mit der schwedischen Nationalmannschaft nahm er 2001, 2003 und 2007 an Weltmeisterschaften teil, außerdem an mehreren Europameisterschaften. Sein letztes Spiel auf der World Tour bestritt er bei den Swedish Open 2009. 2005 wurde er schwedischer Landesmeister.

## Erfolge
- Gewonnene PSA-Titel: 3
- Schwedischer Meister: 2005